# 哈希姆·马斯图尔
哈希姆·马斯图尔（阿拉伯语：هاشم مستور；1998年6月15日—），摩洛哥职业足球运动员。他出生于意大利，父母均是摩洛哥人，拥有意大利、摩洛哥双重国籍。马斯图尔司职前锋，现效力摩洛哥乙級聯賽Renaissance Athletic Zemamra隊。

## 俱乐部生涯

### 雷吉亚纳
1998年6月15日，马斯图尔生于意大利艾米利亚-罗马涅大区雷焦艾米利亚省首府雷焦艾米利亚，父母均是摩洛哥移民。马斯图尔9岁开始踢球，在家乡的雷焦足球俱乐部（Reggio Calcio）接受训练。10岁时，他转会到家乡的另一家俱乐部雷吉亚纳的青年队。很快，他吸引了国际米兰球探的注意。根据意大利的规定，14岁前马斯图尔不能离开雷吉亚纳。2012年1月，马斯图尔代表国际米兰参加了一些青年比赛，打入五粒进球，此时他的正式身份仍是雷吉亚纳球员。后来，尤文图斯、巴塞罗那、皇家马德里、曼城等豪门球队都开始关注马斯图尔，希望在他年满14岁时将其签下。然而，马斯图尔最终决定加盟AC米兰。

### AC米兰
2012年7月2日，AC米兰花了50万欧元买到了马斯图尔。意外的是，马斯图尔没能通过米兰安排的体检。9月底，AC米兰为他安排了第二次体检，马斯图尔这次终于通过了。根据规定，未满15岁的球员不能参加预备队比赛，AC米兰安排马斯图尔随米兰U17青年队比赛。当时担任米兰U17青年队主教练的是菲利普·因扎吉。U17青年队的球员大多是16岁，马斯图尔比他们年轻两岁。2012年10月28日，意大利U17青年联赛B组第7轮主场与萨索罗U17队的比赛中，马斯图尔首次亮相。2014年5月13日，AC米兰宣布将马斯图尔调入一线队。他随即入选了意甲末轮与萨索罗队比赛的24人大名单，但没能获得出场机会。同年6月15日，马斯图尔在生日当天与AC米兰俱乐部签署了自己的首份职业合同，合同期至2017年6月30日。

### 马拉加
2015年夏天，马斯图尔租借加盟西班牙足球甲级联赛马拉加足球俱乐部，合约两年。租借合同附有买断条款，价格为600万欧元，米兰俱乐部还设置了回购条款。整个赛季，马斯图尔在马拉加只在与皇家贝蒂斯的联赛中踢了5分钟的正式比赛。2016年7月，马拉加宣布提前终止租借合同。

### 兹沃勒
2016年夏天，马斯图尔租借加盟荷兰足球甲级联赛球队兹沃勒。前半赛季，他仅获得4次出场机会，比赛时间总计124分钟。随后，球队将他下放预备队。荷兰足球新闻网站Voetbalzone发起的荷甲最令人失望球员的评选中，马斯图尔排名第四。

### 返回米兰
2017年夏天，马斯图尔结束兹沃勒的租约。当时有媒体误以为他与米兰的合同已经结束、马斯图尔成为自由球员。实际上，在租借加盟马拉加之前，米兰俱乐部与他续约到了2018年夏天。回归米兰之后，他被安排到青年队踢球。赛季前期担任青年队主教练的詹纳罗·加图索曾批评他录制足球视频出名但是比赛能力很差，禁止他再录制踢球视频。

### 拉米亞
2018年9月，馬斯圖爾加盟希臘足球超級聯賽拉米亚足球俱乐部。

### 澤馬拉
馬斯圖爾自雷吉納離隊後，經歷了近一年的空窗期，直到2022年6月28日加盟了摩洛哥乙級聯賽Renaissance Athletic Zemamra隊。

## 国家队生涯
马斯图尔同时拥有意大利和摩洛哥国籍，起初他选择为意大利队效力，代表意大利U16国家队出场6次，在与克罗地亚的比赛中打入一球。
2015年5月，摩洛哥国家足球队主教练巴杜·扎基征召马斯图尔，备战6月12日与利比亚国家足球队的2017年非洲國家盃外圍賽。根据国际足联的规定，只要马斯图尔代表摩洛哥成年国家队出场，哪怕只有一分钟的时间，他将不能代表意大利国家队出场。比赛第89分钟，马斯图尔替补出场，完成了在国家队的首秀。他以16岁362天的年龄成为了摩洛哥国家队历史上最年轻的出场球员。然而，在此之后，摩洛哥国家队再没有给他出场机会。